# Túpolev ANT-25
El Túpolev ANT-25 fue un avión experimental soviético de largo alcance y gran velocidad, desarrollado por la Oficina de Diseño de Pável Sujói y construido por Tupolev OKB (Opytno Konstruktórskoye Biuró) en 1933. Sólo se construyeron dos ejemplares, que realizaron una serie de vuelos de largo alcance sin escalas entre 1934 y 1937, muy publicitados en la época.
El ANT-25 ganó su fama tras realizar un vuelo sin escalas entre Moscú y Portland, (Estados Unidos) entre el 18 y el 20 de junio de 1937. Los 9130 km fueron recorridos sin escalas en 63 horas y 25 minutos. Durante este vuelo, el ANT-25 estuvo pilotado por Valeri Chkálov, Gueorgui Baidukov (copiloto) y Aleksandr Beliakov (navegante). El aparato, con un motor M-34R (matriculado N-025-1), despegó acelerando sobre una rampa de cemento especialmente preparada a fin de que el mismo pudiese alzar el vuelo con sobrecarga de combustible (algo parecido a las rampas de salto de los modernos portaaviones).

## Desarrollo

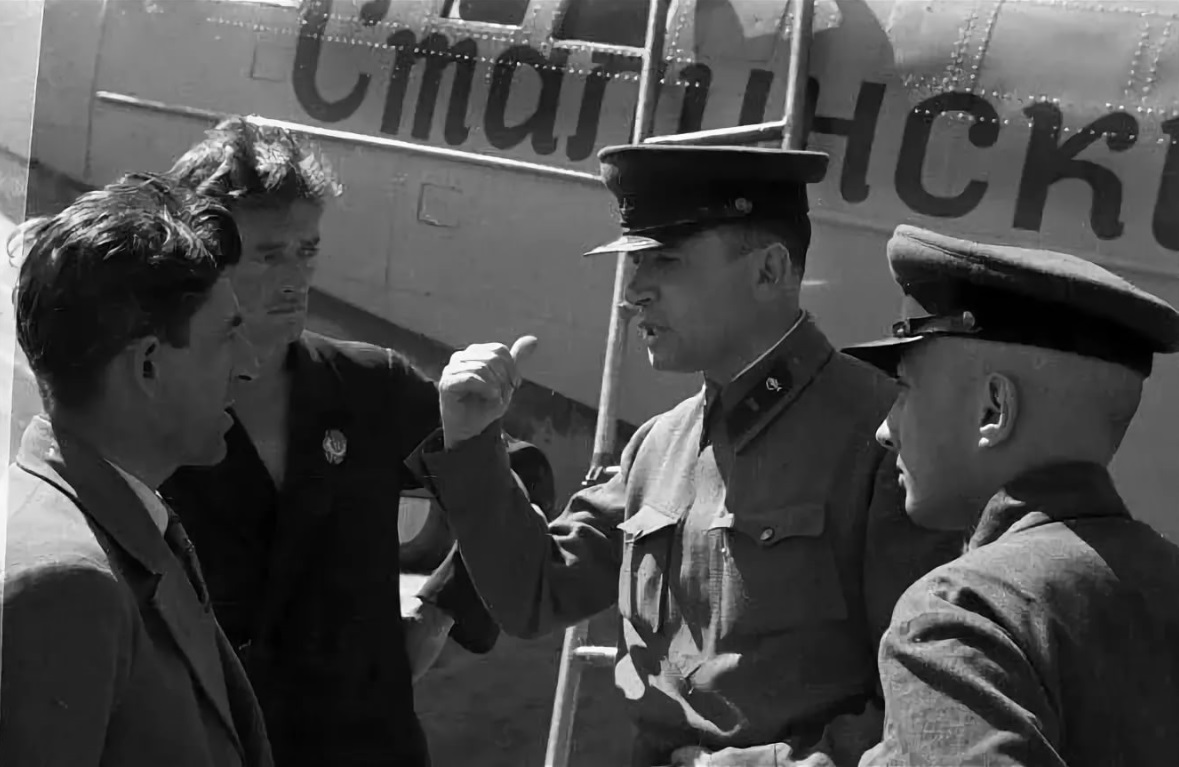
La tripulación del ANT-25 preparándose para el despegue, junio de 1939.

La idea de un avión experimental de muy largo alcance se originó en el TsAGI. En agosto de 1931, en el Consejo Militar Revolucionario de la URSS se formó una comisión de construcción, para la que A.N. Túpolev preparó un borrador de diseño de avión. El 7 de diciembre del mismo año, la comisión decidió construir un avión y organizar un vuelo con un alcance máximo de 13 000 km para el verano de 1932. El proyecto de la aeronave se completó en julio de ese año. Desarrollado por la oficina de diseño de Túpolev, el equipo de diseño estaba dirigido por Pável Sujói.
La construcción de la aeronave comenzó el 1 de junio de 1932. El primer vuelo con el motor M-34 sin caja reductora tuvo lugar el 22 de junio de 1933. La construcción de un avión de respaldo con un motor M-34R de 900 hp equipado con una caja reductora comenzó en agosto de 1932. El primer vuelo del segundo prototipo tuvo lugar el 10 de septiembre de 1933.
Las pruebas de ambas aeronaves se llevaron a cabo casi simultáneamente. Las pruebas demostraron que con un motor sin reductora, la duración del vuelo era de 48 horas, la autonomía a velocidad de crucero era de 7200 km y la autonomía máxima no superaba los 10 800 km. 
No se lograron las prestaciones esperadas. Las partes corrugadas del fuselaje, del ala y del empenaje creaban una resistencia excesiva. Se decidió recubrir el ala con tela. En 1934, la tripulación, compuesta por M.M. Gromov, I.T.Spirin y A.I. Filin, comenzó a realizar vuelos de pruebas regulares en el segundo prototipo del ANT-25. Durante las pruebas de vuelo realizadas en la primera mitad de 1934, se determinó una mejora significativa en las características de vuelo. La duración estimada (en términos de consumo de combustible) del vuelo podría alcanzar las 80,4 horas, y el alcance estimado era de 13 020 km.
El ANT-25 salió de la Oficina de Diseño Túpolev con características de vuelo y fiabilidad completamente diferentes, con lo que luego realizó sus vuelos de récord. En el Instituto de Investigación de la Fuerza Aérea se estaban preparando en 1934 dos ejemplares del ANT-25 para que el vuelo batiera el récord de distancia recorrida: el primero fue preparado por A.I. Filin, el segundo, por I.F.Petrov. Gracias a la configuración de un carburador especial, cubriendo las alas corrugadas con tela, puliendo la superficie de las partes sobresalientes e instalando un motor de avión con una caja reductora, el alcance máximo del ANT-25 se incrementó de 7500 km a 12 500 km.
Desde el punto de vista de configuración, el ANT-25 era un monoplano de ala baja cantiléver, de 34 m de envergadura y construcción enteramente metálica, con sus tres tripulantes acomodados en una cabina cerrada.
La razón del éxito del avión era el diseño de la envergadura de sus alas, que le daban un buen alcance y eficiencia, y le permitían transportar una gran cantidad de combustible.
Se encargó la puesta en producción de una variante mejorada del ANT-25 con vistas a efectuar investigaciones.

## Diseño
- Ala: para aumentar la sustentación y reducir la resistencia inductiva, se utilizó un ala con un gran alargamiento y estrechamiento relativo, lo que hizo posible volar un avión con una gran masa y una baja velocidad de crucero. El ala era de tres largueros. Los dos primeros largueros estaban interconectados por depósitos de combustible y se instalaron puntos de sujeción de alerones en el tercer larguero. La envergadura era de 34 metros.
- Fuselaje: constaba de dos partes: una armadura delantera, acoplada con la sección central del ala, y una cola con recubrimiento cargado. En la parte delantera y parcialmente en la parte trasera del fuselaje había una cabina de tres plazas, separada del motor por un mamparo contra incendios. El motor se montó en un soporte de motor en la parte delantera del fuselaje. En la cabina se ubicaron: el puesto del piloto, bajo una cubierta transparente con bisagras, el puesto del navegador, con una escotilla en la parte superior del fuselaje y el puesto del segundo piloto, con visibilidad a través de las ventanas y con una escotilla con bisagra superior transparente.
- Deriva: el empenaje se unió a la cola del fuselaje, inmediatamente después de la cabina, los puntos de unión se cubrieron con carenados. El estabilizador estaba montado en el empenaje y era ajustable en vuelo. El revestimiento del estabilizador y del empenaje estaba hecho de armadura de chapa corrugada.
- Tren de aterrizajeː ruedas principales semirretráctiles, soportes con amortiguación oleoneumática y ruedas de doble freno. En la posición retraída, las ruedas del tren de aterrizaje principal entraban por la mitad en la sección trasera del ala y se cerraban con carenados. La rueda trasera también se replegaba por la mitad.
- Motorː es un motor M-34R refrigerado por agua con una potencia de 900 hp. Su capacidad de combustible era de 6100 kg, la del aceite era de 350 kg.
- Equipo: se instaló en el avión el equipo de vuelo y navegación más avanzado en ese momento: horizonte artificial, brújula giromagnética, giroscopio y radiobrújula, sextante de aviación, indicador de curso solar. La estación de radio a bordo proporcionaba la transmisión de mensajes desde la aeronave hasta 5000 km y permitía que la aeronave tomara rumbos desde el suelo hasta 2000 km. El equipo instalado permitía volar a cualquier hora del día o de la noche en cualquier clima.

La modificación militar del ANT-25 fue el avión bombardero de combate Túpolev ANT-36 (DB-1), que se produjo en pequeñas series y entró en servicio con la Fuerza Aérea Soviética. El avión tenía una velocidad máxima de 240 km/h y una carga de bombas de 300 kg.

## Historia operacional

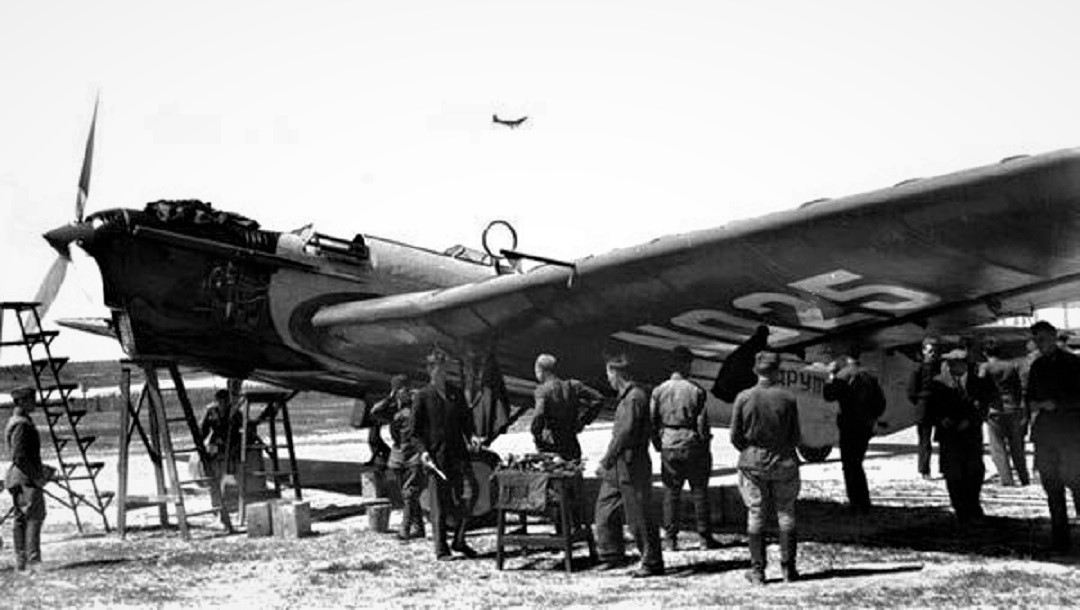
ANT-25 "Ruta de Stalin". Preparándose para despegar.

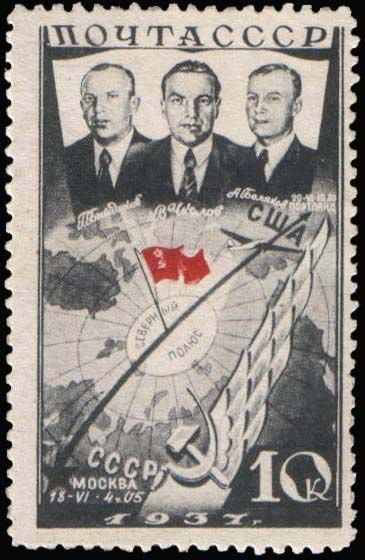
Sello de la URSS en conmemoración del histórico vuelo transpolar desde Moscú, a Vancouver, Estados Unidos (18-20 de junio de 1937).

Se realizaron varios vuelos de larga distancia con este aviónː 
- Del 10 al 12 de septiembre de 1934, a lo largo de la ruta cerrada Moscú-Riazán-Járkov-Moscú, con una tripulación formada porː M.M Gromov (comandante), A.I Filin (copiloto), I.T Spirin (navegador). Durante este vuelo se estableció un récord mundial para un alcance de 12 411 km y un récord de duración total de vuelo de 75 horas. El récord mundial establecido no se registró oficialmente, ya que la URSS no era miembro de la Federación Aeronáutica Internacional (FAI).
- El 3 de agosto de 1935, el avión ANT-25 con una tripulación formada porː S. A. Levanevsky (comandante), Gueorgui Baidukov (copiloto) y V. A. Levchenko (navegante) intentó un vuelo sin escalas en la ruta Moscú-Polo Norte-San Francisco, que se anunció solemnemente con anticipación (incluso lograron emitir un sello postal conmemorativo), pero después de superar unos 2000 km, comenzó a filtrarse aceite en la cabina. Pero el avión pudo realizar un aterrizaje de emergencia en Krechevits, cerca de Novgorod. Levanevsky fue llamado a una reunión del Politburó, donde culpó a Andréi N. Túpolev, declarando que su ANT-25 monomotor tenía poca potencia. La razón de la fuga resultó ser simple: se vertió demasiado aceite en el depósito, comenzó a formar espuma y el exceso se filtró en la cabina.

Su segundo piloto, Georgy Baydukov, que también era ingeniero aeronáutico, no estuvo de acuerdo y propuso a Valery Chkalov para un segundo intento. Al principio, Chkalov se mostró escéptico sobre su selección, ya que era un piloto de combate con pocos conocimientos de navegación. Baydukov informó a Chkalov sobre los puntos más sutiles de volar el ANT-25 y propuso a Aleksandr Belyakov (Alexander Vasilyevich Belyakov), que era el instructor en jefe de su academia de vuelo, como su tercer tripulante. La autoridad de Chkalov fue suficiente para convencer a Iósif Stalin.
- El 20 de julio de 1936 comenzó un vuelo de Moscú al Lejano Oriente, con una tripulación formada porː Valeri Chkálov (comandante), Gueorgui Baidukov (copiloto), Aleksandr Belyakov (navegante). El vuelo, con una longitud de 9375 km, duró 56 horas antes de aterrizar en la playa de la isla Udd (actual isla Chkalov) en el Mar de Ojotsk, cerca del río Amur.

Al día siguiente, el periódico Pravda publicó un artículo destacado: «¡Gloria a los halcones de Stalin!» («Слава сталинским соколам!»). Se construyó una pista de aterrizaje de madera en la isla Udd y el 2 de agosto el ANT-25 partió hacia Moscú. El viaje de regreso duró una semana, con paradas en Jabárovsk, Chita, Krasnoyarsk y Omsk, con una gran bienvenida en cada una. La tripulación recibió la condecoración de Héroe de la Unión Soviética. Así mismo, dos islas cercanas recibieron los nombres de Baydukov y Belyakov.
- El 18 de junio de 1937, la aeronave ANT-25 despegó del aeródromo de Shchelkovsky y realizó un vuelo sin escalas en la ruta Moscú-Polo Norte-Estados Unidos, con una escala en el aeródromo de Pearson en Vancouver, Washington con una tripulación formada porː Valeri Chkálov (comandante), Gueorgui Baidukov (copiloto), Aleksandr Belyakov (navegante).[3]
- El 12 de julio de 1937, el segundo avión ANT-25 despegó del aeródromo de Shchelkovsky y realizó un vuelo sin escalas siguiendo la ruta Moscú-Polo Norte-Estados Unidos, aterrizando en un pastizal cerca de San Jacinto (California), con una tripulación formada porː Mijaíl Grómov (comandante), Andréi Yumashev (copiloto), Serguéi Danilin (navegante). Durante este vuelo se estableció un récord mundial para una distancia en línea recta recta (10 148 km) y un récord mundial para un alcance de línea discontinua (11 500 km).

El récord establecido por los soviéticos fue batido por dos bombarderos británicos Vickers Wellesley, que volaron desde Egipto a Australia en noviembre de 1938; una distancia de 11 523,9 km. La URSS no continuó la carrera ya que el trabajo de la oficina de diseño aeronáutica estaba estancada por la represión: Andréi Túpolev fue encarcelado y Gromov también estaba al borde de la detención. Valeri Chkálov se estrelló misteriosamente mientras probaba un nuevo caza el 15 de diciembre de 1938.
Los soviéticos exhibieron el ANT-25 pilotado por Chkalov desde Moscú a Vancouver en su pabellón en la Feria Mundial de Nueva York de 1939.

## Variantes
ANT-25RD (Rekord Dalnosty, "Récord de alcance")
Prototipo usado para batir el récord de vuelo, 2 construidos.
ANT-36 (DB-1)
Bombardero bimotor de largo alcance desarrollado a partir del avión Túpolev ANT-25, 18 construidos.

## Operadores
Unión Soviética
- Fuerza Aérea Soviética

## Especificationes (ANT-25 No.1)
Referencia datos: The Osprey Encyclopaedia of Russian Aircraft 1875 – 1995

### Características generales
- Tripulación: Tres (dos pilotos y navegador)
- Longitud: 13,4 m (44 ft)
- Envergadura: 34 m (111,5 ft)
- Altura: 5,5 m (18 ft)
- Superficie alar: 87,1 m² (937,6 ft²)
- Peso vacío: 3700 kg (8154,8 lb)
- Peso cargado: 8000 kg (17 632 lb)
- Planta motriz: 1× motor lineal V-12 refrigerado por líquido Mikulin M-34.
  - Potencia: 560 kW (772 HP; 762 CV)

### Rendimiento
- Velocidad máxima operativa (Vno): 246 km/h (153 MPH; 133 kt)
- Alcance: 7200 km (3888 nmi; 4474 mi)
- Techo de vuelo: 2100 m (6890 ft) cargado a tope; 7850 m (25 755 pies) ligeramente cargado
- Autonomía: 48 h

## Aeronaves relacionadas

### Desarrollos relacionados
- Túpolev DB-1

### Aeronaves similares
- Blériot 110
- Dewoitine D.33

### Secuencias de designación
- Secuencia ANT-_ (interna de Túpolev): ← ANT-21 - ANT-22 - ANT-23 - ANT-25 - ANT-26 - ANT-27 - ANT-28 →